# SOX9
SOX9 es un gen de los seres humanos que codifica para una proteína: el factor de transcripción SOX9.

## Función
SOX9 reconoce la secuencia CCTTGAG junto con otros miembros del grupo de proteínas del dominio o zona de unión al ADN, del tipo caja de alta movilidad (High Mobility Group, HMG-box, en inglés). 
Actúa durante la diferenciación de condrocitos y, con el factor esteroidogénico 1, regula la transcripción del gen de la hormona antimülleriana (AMH en inglés).
SOX9 también desempeña una función en el desarrollo sexual masculino; al colaborar con el gen SF1, SOX9 puede producir AMH en las células de Sertoli para inhibir la creación de un sistema reproductor femenino. También interactúa con otros pocos genes para promover el desarrollo de órganos sexuales masculinos. El proceso inicia cuando el factor de transcripción SRY o factor determinante del testículo (codificado por la región SRY del cromosoma Y que determina el sexo) enciende la actividad de SOX9, uniéndola a un potenciador de la secuencia del gen hacia el extremo 5'. Luego, SOX9 activa al gen FGF9 y forma bucles de prealimentación con FGF9 y con la prostaglandina D2 (PGD2). Estos bucles son importantes para producir SOX9; sin estos bucles, SOX9 se acabaría, y se desarrollaría sin duda una persona de sexo femenino. La activación del FGF9 por SOX9 inicia los procesos vitales para el desarrollo de una persona de sexo masculino, como la creación de las cuerdas testiculares y la multiplicación de las células de Sertoli. De hecho, la asociación de SOX9 y DAX1 crea células de Sertoli, otro proceso vital en el desarrollo de una persona del sexo masculino. En el desarrollo del cerebro, su ortólogo murino SOX9 induce la expresión de Wwp1, Wwp2 y miR-140 para regular la entrada de la placa cortical de células nerviosas recién producidas, y regular la ramificación y formación de axones en las neuronas corticales.

## Importancia clínica
Las mutaciones conducen al síndrome de malformación esquelético por displasia campomélica, frecuentemente debido a un inversión sexual autosómica y fisura del paladar.
En los seres humanos, el gen SOX9 se encuentra en un "desierto de genes" alrededor de su ubicación en 17q24. 
Se han asociado las deleciones, disrupciones por punto de rupturas en la translocación y una mutación puntual de elementos no codificantes altamente conservados localizadaos >1Mb de la unidad de transcripción en cualquier lado del SOX9 con el síndrome de Pierre Robin, a menudo con fisura del paladar.
La proteína SOX9 se ha involucrado tanto en la iniciación como en la progresión de diversos tumores sólidos. Su función como regulador principal de la morfogénesis durante el desarrollo humano lo hace una candidata ideal para alterarse en tejidos malignos. Específicamente, SOX9 parece inducir la invasividad y la resistencia terapéutica en el cáncer de próstata, el cáncer colorectal, el cáncer de mama y otros tipos de cáncer, y por tanto puede llegar a promover metástasis letales. Muchos de estos efectos oncogénicos de SOX9 son dependientes de la dosis.

## Localización de la SOX9 y dinámica
SOX9 está mayoritariamente localizada en el núcleo y ella es altamente móvil. Estudios en condrocitos han revelado casi que el 50% de la SOX9 está atada a ADN y está directamente regulada por factores externos. El tiempo para que su cantidad se reduzca a la mitad (tiempo medio) de residencia en el ADN es 14 segundos.

## Función en el sexo inverso
Mutaciones en Sox9 o cualquiera asoció los genes pueden causar reversión de sexo y hermafroditismo (o intersexualidad en humanos). Si Fgf9, el cual está activado por Sox9, no está presente, un feto con ambos cromosomas X e Y pueden desarrollar gónadas femeninas; lo mismo se aplica si Dax1 no está presente. Los fenómenos relacionados con el hermafroditismo puede ser causado por actividad inusual del SRY, normalmente cuándo es translocado al X-el cromosoma y su actividad es sólo activado en algunas células.

## Interacciones
La SOX9 interacciona con el factor esteroidogenico 1, MED12 y MAF.